# شیلدورن
شیلدورن (به آلمانی: Schildorn) یک منطقهٔ مسکونی در اتریش است که در ناحیه راید ایم اینکرایس واقع شده‌است. شیلدورن ۱۳ کیلومتر مربع مساحت دارد ۵۲۰ متر بالاتر از سطح دریا واقع شده‌است.